# Gressenberg
Gressenberg est une ancienne commune autrichienne du district de Deutschlandsberg en Styrie.

## Géographie
Gressenberg se situe dans la région de Sulmtal-Koralpe.